# المحقق الكبير
المحقق الكبير أو المفتش الكبير أو كبير المحققين أو المحقق العظيم هي قصة ضمن قصة (تسمى قصيدة لمؤلفها الخيالي) موجودة في رواية الإخوة كارامازوف من تأليف فيودور دوستويفسكي عام 1880. يتلوها إيفان فيودوروفيتش كارامازوف، خلال محادثة مع شقيقه أليكسي، الراهب المبتدئ، حول إمكانية وجود إله شخصي وخيّر. تُعد قصة المحقق الكبير جزءًا مهمًا من الرواية وأحد أشهر المقاطع في الأدب الحديث بسبب أفكارها حول الطبيعة البشرية والحرية.
يُواجه المحقق الكبير يسوع في ذروة محاكم التفتيش بإشبيلية، الذي عاد إلى الأرض فيها، ويُقدم خطبةً لاذعةً تُشكّل هجومًا صريحًا على أفكاره. يُدافع المحقق عن فكرةٍ مُثيرةٍ للجدل، مفادها أنّ مبادئ الشيطان هي وحدها القادرة على تحقيق توحيد البشرية. يرى المحقق أنّ الإنسان بحاجةٍ إلى الخبز والسيطرة على ضميره للحكم على العالم، وأنّ يسوع قد اقتصر على مجموعةٍ صغيرةٍ من المختارين، بينما قامت الكنيسة الكاثوليكية بتحسين عمله وتخاطب جميع الناس. يُؤكّد المحقق على سيطرة الكنيسة على العالم باسم الله (كلمة)، لكنّه يُشير إلى أنّ هذه السيطرة تُمارسُ بمبادئ الشيطان. يُجادل المحقق بأنّ يسوع قد أخطأ عندما وضع الإنسان في مكانةٍ عالية، وأنّ هذا الخطأ هو أساس معاناة البشرية. يبقى يسوع صامتًا طوال الخطاب، ممّا يُضفي على المشهد المزيد من الغموض والتشويق.
يُشير الباحثون إلى مسرحية دون كارلوس للشاعر الألماني فريدريك شيلر (1787) كأحد المصادر الرئيسة المُلهمة لرواية المحقق الكبير لدوستويفسكي، بينما يلاحظون أيضًا أن «مصادر الأسطورة متنوعة ومعقدة بشكل غير عادي».

## الملخص
يروي إيفان الحكاية بأسئلة متقطعة قصيرة من أليوشا. تدور أحداث الحكاية حول عودة المسيحإلى الأرض في مدينة إشبيليةخلال فترة محاكم التفتيش. يُبهر المسيح الناس بمعجزاته المُذهلة (مرددًا معجزات الأناجيل)، ويُلقى ترحيبًا حارًا من قبل جموع الشعب في كاتدرائية إشبيلية، لكنّ فرحة اللقاء سرعان ما تنقلب إلى مأساة، حيثُ يُقبض على المسيح من قبل قادة محاكم التفتيش الذين يُحكمون عليه بالإعدام حرقًا. يزوره كبير المحققين في زنزانته ليخبره أن الكنيسة لم تعد بحاجة إليه. الجزء الرئيسي من النص مخصص للمحقق الذي يُجادل فيه المحقق الكبير بأنّ عودة المسيح تُشكّل تهديدًا لِمهمة الكنيسة، وأنّ الكنيسة قد تطوّرت لِتصبح قادرةً على قيادة البشرية دون الحاجة إلى وجوده المباشر.
.
يؤسس المحقق إدانته ليسوع على الأسئلة الثلاثة التي طرحها الشيطان على يسوع أثناء تجربة المسيح في الصحراء. هذه الأسئلة الثلاثة هي تجربة تحويل الحجارة إلى خبز، وتجربة إلقاء نفسه من الهيكل وخلاصه بواسطة الملائكة، وتجربة السيطرة على كل ممالك العالم. يذكر المحقق أن يسوع رفض هذه الإغراءات الثلاثة واختار منح البشر الحرية، لكن المحقق يعتقد أن يسوع أخطأ في الحكم على الطبيعة البشرية، ويُعبّر عن تشاؤمه حيال قدرة البشر على تحمل عبء الحرية التي منحها لهم يسوع. ويعتقد أنّ غالبية البشرية ضعيفةٌ وتحتاج إلى سلطةٍ تُوجهها وتُنظّم حياتها. وهكذا يُجادل المحقق بأنّ يسوع، بمنحه البشر حرية الاختيار، قد حكم على غالبية البشرية بالمعاناة الأبدية، لأنّهم غير قادرين على مقاومة إغراءات الشرّ.
عيُعلن إيفان أنّ المحقق غير مؤمن، لكنّه في نفس الوقت يُشير إلى أنّ الكنيسة الكاثوليكية تتبع «الروح الحكيمة، الروح المخيفة للموت والدمار». فيقول: «لسنا معك، بل معه، وهذا سرنا! منذ قرون تركناك لنتبعه». يُؤكّد المحقق أنّ الشيطان هو من قدّم الأدوات اللازمة لإنهاء المعاناة الإنسانية وتوحيد البشرية تحت راية الكنيسة. يُجادل المحقق بأنّ البشرية ضعيفةٌ وتحتاج إلى سلطةٍ تُوجهها، وأنّ الكنيسة، بِتنظيمها الصحيح، تُمثّل هذه السلطة المثالية، فإن الجمهور يسترشد بالقلة التي تتمتع بالقوة الكافية لتحمل عبء الحرية. يُؤمن المحقق بأنّ البشرية ستكون سعيدةً تحت حكمه، على الرغم من أنّه يقودهم إلى "الموت والدمار". ومع أنه لا يقودهم إلا إلى "الموت والدمار"، إلا أنهم سيكونون سعداء على طول الطريق، لأنه هو وممثليه في الكنيسة سيريحونهم من العبء الرهيب لحرية الضمير: «إن أسرار ضمائرهم الأكثر إيلامًا - كلها سيحضرون لنا كل شيء، وسنحل كل شيء، وسيحضرون قرارنا بفرح، لأنه سيحررهم من القلق الكبير والعذاب المخيف للقرار الحر والفردي».
يُجادل المحقق بأنّ المسيح قد أخطأ في رفضه تحويل الحجارة إلى خبز، لأنّ البشرية ستتبع دائمًا من يُلبي احتياجاتهم الأساسية ويُؤمّن لهم الغذاء، ويُشير المحقق إلى أنّ الناس سيبحثون دائمًا عن القائد الذي يُمكنه إشباع بطونهم، حتى لو كان هذا القائد مُستبدًا أو فاسدًا. يُؤكّد المحقق أنّ إلقاء المسيح نفسه من الهيكل وخلاصه بواسطة الملائكة كان سيُثبت ألوهيته بشكلٍ قاطعٍ في أذهان الناس، ممّا سيجعلهم يتبعونه دون تردد، فالبشرية بحاجةٍ إلى معجزاتٍ ملموسةٍ لِتصديق إيمانها، وأنّ المسيح قد أضاع فرصةً ذهبيةً لِتوحيد البشرية تحت راية الدين. يتذكر المحقق كيف رفض المسيح ذلك قائلاً: «لا يستطيع الإنسان أن يحيا بالخبز وحده»، ويشرح للمسيح: «أطعم الناس، ثم اطلب منهم الفضيلة! هذا ما سيكتبونه على الراية التي سيرفعونها ضدك و الذي به يهدمون هيكلك.». يدعي المحقق الكبير أن الحكم على جميع ممالك الأرض سيضمن خلاصهم.
يُختتم المقطع بِمشهدٍ غامضٍ ومُثيرٍ للتأمل، حيثُ يُقبّل المسيح، الذي ظلّ صامتًا طوال الوقت، المحقق على «شفتيه القديمة الخالية من الدماء». يُطلق المحقق سراح المسيح لكنّه يطلب منه ألا يعود أبدًا. المسيح ما زال صامتًا ويُغادر المسيح إلى «أزقة المدينة المظلمة» دون أن ينبس ببِكلمة. ويإيفان الحكاية بِقوله: «القبلة تحترق في قلبه، لكن الرجل العجوز متمسك بفكرته».
يُختتم المقطع بِمشهدٍ مُثيرٍ للاهتمام يُظهر التوتر بين إيفان وأليوشا، فبعد أن روى إيفان حكاية عودة المسيح، يسأل أليوشا إذا كان "يتخلى" عن إيفان بسبب آرائه، يُشير هذا السؤال إلى أنّ أليوشا قلقٌ من ردّة فعل أخيه على أفكاره المُتشدّدة، يردّ أليوشا على سؤال إيفان بِإعطائه قبلةً ناعمةً على شفتيه، فيرد عليه إيفان المبتهج: «هذه سرقة أدبية... شكرًا لك رغم ذلك». ينفصل الأخوة بعد فترة وجيزة.

## خلفية
تُمثل شخصية المحقق الكبير في رواية "المحقق الكبير" لدوستويفسكي تعبيرًا نموذجيًا عن أيديولوجية تنكر الأهمية الروحية والتاريخية الحقيقية للمسيح وتؤكد نقيضها. ومن المُفارقات أن فلسفة المحقق الكبير المناهضة للمسيحية تبرز من خلال ظهورها ضمن سياق مسيحي مؤسسي، لكن دوستويفسكي يحدد هذا النفي نفسه في جذور المذاهب الاشتراكية والعدمية والمادية لمعاصريه. في رسالة إلى ناشره، كتب أن إيفان، من خلال المحقق الكبير، «يعلن صراحةً أنه مؤيد لما يدعو إليه الشيطان». ويتحدث المحقق الكبير بنفس العقيدة التي تتحدث بها الاشتراكية الروسية، باستثناء أن الاشتراكيين لن يعترفوا بها علناً أبداً. ومع ذلك، فإن إيفان «شخص مخلص يعترف بأنه يتفق مع وجهة نظر المحقق حول الإنسانية وأن إيمان المسيح رفع الإنسان إلى مستوى أعلى بكثير مما يقف عليه بالفعل». يُجادل دوستويفسكي بأنّ الاشتراكيين يرون في قانون المسيح قانونًا «مرهقًا ومجردًا، وثقيلًا جدًا بحيث لا يستطيع الضعفاء تحمله - وبدلاً من قانون الحرية والتنوير، يقدمون لهم قانون القيود والاستعباد من خلال الخبز». تتُشير ملاحظات دوستويفسكي حول رواية "المحقق الكبير" إلى أفكاره المُتطرفة حول المسيحية. وفقًا لإدوارد واسيوليك ‏، في هذه الملاحظات، يُؤكّد دوستويفسكي على أنّ «المسيح هو المذنب والقاسي، والمحقق الأكبر هو اللطيف والبريء». يُشير دوستويفسكي إلى أنّ المسيح هو من يُسبّب معاناة البشر فهو الذي يطلب من الناس أن يتألموا من أجله، بينما يُقدّم المحقق الأكبر حلولًا لِمعاناتهم.
وفقًا لجوزيف فرانك، يمكن العثور على النموذج الأولي لشخصية المحقق في مسرحية شيلر دون كارلوس : «تشترك المسرحية في نفس مبرر وجود الشر في العالم، ونفس الإجابة على مشكلة الثيوديسيا، أي في العالم. قلب أسطورة دوستويفسكي».

## أهمية الرواية
كانت نية دوستويفسكي من «أسطورة المحقق الكبير» هي كشف الفكرة الأساسية التي تكمن وراء الحركة بأكملها في روسيا نحو الإلحاد والعدمية والعقلانية والمادية، وبعيدًا عن الإيمان المسيحي الحقيقي الذي كان القلب الروحي للأمة. تُمثّل "قصيدة" إيفان في رواية "المحقق الكبير" لدوستويفسكي تكوينًا فكريًا مُعقّدًا يُعبّر عن أفكاره وعقائده وتأكيداته وافتراضاته ومراوغاته. يُجسّد مونولوج المحقق أفكار إيفان المُعذّبة ونضاله الشخصي من أجل الإيمان والهوية. على الرغم من أن الشكل الخارجي للقصيدة هو مونولوج، يُمثّل المونولوج حوارًا داخليًا بين إيفان وأصواتٍ أخرى، سواء في العالم الخارجي أو داخل نفسه. وفقًا لميخائيل باختين، يكشف التحليل التفصيلي للأسطورة
تُمثّل "الأسطورة" مشاركةً عميقةً لِجميع عناصر رؤية إيفان للعالم، سواء في حواره الداخلي مع نفسه أو في علاقاته الجدلية الداخلية مع الآخرين. على الرغم من تناسبها الخارجي، إلا أن "الأسطورة" مليئة بالانقطاعات؛ كل من شكل بنائه كحوار للمحقق الكبير مع المسيح وفي نفس الوقت مع نفسه، وأخيرًا، عدم التوقع والازدواجية في نهايته، يشير إلى تفكك حواري داخلي في جوهره الأيديولوجي 

## التأثير
- استخدم الملحن بيرند ألويس تسيمرمان هذه الحكاية، جنبًا إلى جنب مع كتاب سفر الجامعة، في خطابه العمل الكنسي (بالإنجليزية: Ecclesiastical Action)‏. [12]
- صُورت القصيدة باسم محاكم التفتيش[13] في عام 2002 للقناة الخامسة في المملكة المتحدة، وبطولة السير ديريك جاكوبي في دور الكاردينال المحقق الكبير.
- أنتج بيتر بروك مسرحية مستوحاة من "الحقق الكبير" بطولة بروس مايرز، عُرضت في مركز باربيكان بلندن، في فبراير 2006.[14][15]
- يستشهد لويس ألتوسير بـ "المحقق الكبير" باعتباره العمل الأيديولوجي الأصلي "الاستباقي" المناهض للاشتراكية/الشمولية، في فصل "حول الأيديولوجية" في إعادة إنتاج الرأسمالية (بالإنجليزية: On the Reproduction of Capitalism)‏. [16]
- وينقل أورخان باموق القصة إلى سياق إسلامي في الفصل 14 من روايته الكتاب الأسود، بحوار بين المهدي والباشا الأكبر. [17]

## روابط خارجية
- كتاب مجاني: The Grand Inquisitor على مشروع غوتنبرغ
- EDSITEment's student guide to reading The Grand Inquisitor
- The Grand Inquisitor public domain audiobook at LibriVox